# النبرو، نیو ساوت ولز
النبرو (به انگلیسی: Ellenborough) یک شهرک در استرالیا است که در نیو ساوت ولز واقع شده‌است.